# Pla de Reguant
El Pla de Reguant és una plana al·luvial situada al marge dret del riu Cardener, compresa entre el riu i el canal industrial, al sud de la població de Súria. L'espai abasta una extensió d'unes 23 hectàrees. És pràcticament pla, sense desnivells, i forma una extensa zona inundable al costat del riu.
El bosc de ribera del Pla de Reguant és un dels més extensos i ben conservats de la Catalunya interior. El nivell freàtic és molt proper a la superfície, fet que ha permès que la vegetació de ribera, dominada per l'àlber (Populus alba), ocupés gairebé tota la plana, a excepció d'un petit camp de conreu.
Entre els hàbitats destaquen l'hàbitat d'interès comunitari 92A0 "Alberedes, salzedes i altres boscos de ribera" i el 3280 "Rius mediterranis permanents, amb gespes nitròfiles del Paspalo-Agrostidion orlades d'àlbers i salzes". Pel que fa a la flora, l'àlber és l'espècie forestal dominant, però també hi ha pollancres (Populus nigra), freixes de fulla petita (Fraxinus angustifolia), salzes (Salix alba), verns (Alnus glutinosa), tamarius (Tamarix sp.), etc.
Des del punt de vista faunístic, el pla de Reguant és un punt de nidificació i repòs per a molts ocells. El teixidor (Remiz pendulinus), l'oriol (Oriolus oriolus), el rossinyol (Luscinia megarhynchos), el picot verd (Picus viridis), el picot garser gros (Picoides major) o l'ànec collverd (Anas platyhrynchos), entre d'altres, nidifiquen enmig de la massa forestal. Altres espècies com el bernat pescaire (Ardea cinerea) hi passen l'hivern.
L'espai és travessat per una cinta transportadora de sals potàssiques que va des del pou principal de la mina de Súria fins a la planta de tractament. Aquesta cinta representa una clara agressió al bosc de ribera, que queda partit en dues zones. Hi ha també diverses infraestructures situades dins l'espai o a les seves proximitats immediates (canonada del col·lector de salmorres, instal·lacions relacionades amb la cinta transportadora i el pou miner, canal industrial, resclosa, EDAR, etc.). L'extensió del conreu central o els moviments de terres per condicionar nous camps -com alguns produïts recentment- podrien també malmetre l'espai.
Les principals amenaces a la conservació d'aquesta zona humida provenen del risc de salinització per possibles fuites del col·lector de salmorres o per accidents de la cinta transportadora de sals potàssiques (amb pocs elements protectors per a evitar la salinització del sòl situat al seu voltant).
Per aquest sector transcorre un tram dels senders GR 3-1 i PR C-134. Aquest fet i la proximitat a la població de Súria fan que es tracti d'una zona força transitada. Actualment l'espai està inclòs dins el PEIN (espai "Serra de Castelltallat") i pertany també a la Xarxa Natura 2000 (espai ES5110014 "Serra de Castelltallat"). També està protegit pel Pla especial de protecció del medi natural i del paisatge del Pla de Reguant i Pla de les Hortes, promogut per l'Ajuntament de Súria i aprovat definitivament l'any 2001. Aquest Pla especial estableix el règim de sòl no urbanitzable d'especial protecció per al Pla de Reguant i n'especifica els usos permesos.